# ブータン大衆党
ブータン大衆党（ブータンたいしゅうとう、ゾンカ語: འབྲུག་སྤྱིར་དབང་ཚོགས་པ་、ワイリー方式：’brug spyir-dbang tshogs-pa、英語：Druk Chirwang Tshogpa、略称：DCT）は、ブータンの政党である。党首はリリ・ワンチュク（初代）。2018年2月に同国選挙法に基づく登録を抹消している。

## 概要
2013年の第2回国民議会選挙に参戦した新政党の1つ。予備選挙では得票率5.9%、どの選挙区でも勝利できず、4位敗退。2018年2月20日に選挙法第147条(d)に基づいた政党登録の抹消を申請し、2月26日に正式に告知された。このため同年9月15日に執行された第3回国民議会選挙には参加していない。